# Звездара театар
Звездара театар је београдско позориште основано 1984. године. До јесени 2009, када је позориште прославило двадесет и пет година рада, у Звездара театру је одржано 65 премијера.

## Историја
Звездара театар је основан са специфичним циљем да промовише комаде савремених југословенских писаца, а да у организационом погледу окупља редитеље, глумце и друго особље по пројекту, дакле без ангажовања сталног ансамбла. Просторије позоришта усељене су у просторије Дома културе „Вук Караџић“ на чијој је сцени 8. октобра 1984. године изведена прва представа, комад Александра Поповића „Мрешћење шарана“ у режији Дејана Мијача. Просторије се и данас налазе у здању из 1955. које је, од када је у некадашњу биоскопску салу премештена позоришна сцена, неколико пута адаптирана. Велика сцена Звездара театра, реновирана последњи пут 2001, може да прими 700 посетилаца. Планирано је да од марта 2010. Велика сцена понесе име глумца Данила Бате Стојковића који је у Звездара театру одиграо највише представа, укупно 1 102
Иако се од 2001. у овом позоришту изводе и комади страних аутора, заштитни знак Звездара театра су комади драмског писца Душана Ковачевића, који је уједно и директор театра од 1998. године. Поред драма Душана Ковачевића, најчешће су извођена дела Александра Поповића и Синише Ковачевића.